# Шульман, Фил
Филип (Фил) Артур Шульман (англ. Philip Arthur Shulman; род. 27 августа 1937, Глазго) — британский рок-музыкант, мультиинструменталист.
Старший из троих братьев Шульманов. В 1970—1972 годах участник прогрессив-рок-группы Gentle Giant, в состав которой перешёл из коллектива «Simon Dupree and the Big Sound». Играл на саксофоне, флейте, кларнете, трубе, меллофоне, фортепиано, выступал также как перкуссионист и вокалист. Принимал участие в записи первых четырёх альбомов группы (Gentle Giant, Acquiring the Taste, Three Friends и Octopus).
Родился в Глазго в еврейской семье, переселившейся в Портсмут когда ему было десять лет.